# Codici nazionali
I codici nazionali sono delle abbreviazioni dei nomi dei vari paesi.
Per motivi storici i codici non sono unanimemente riconosciuti. Ad esempio il CIO e la FIFA hanno i loro, con delle differenze tra di essi.

## ISO 3166-1
Questo standard ISO definisce le abbreviazioni di tutti i paesi del mondo. In particolare si vedano le voci:
- a due lettere (ISO 3166-1 alpha-2)
- a tre lettere (ISO 3166-1 alpha-3)
- a tre numeri (ISO 3166-1 numerico)

Il codice a due lettere serve da base a:
- codice delle unità monetarie (ISO 4217)
- codice dei paesi di primo livello in Internet (dominio di primo livello nazionale)

## Codici nazionali del CIO
Il Comitato Olimpico Internazionale ha la sua lista a tre lettere usata negli eventi sportivi.

## Codici nazionali della FIFA
La FIFA assegna un suo codice di tre lettere (detti trigrammi FIFA) a ciascun suo paese membro e non-membro.

## Codici nazionali della NATO
La North Atlantic Treaty Organization (NATO) usa anch'essa una sua lista.